# Nikon D3100
De Nikon D3100 is een DSLR-camera van Nikon met een DX-formaat-beeldsensor van 14,2 megapixel en met Nikon F-vatting.

## Geschiedenis
Nikon kondigde de D3100 aan op 19 augustus 2010. Het was de opvolger van de D3000 als Nikons instapmodel-DSLR. Met de D3100 werd Nikons nieuwe EXPEED 2-beeldprocessor geïntroduceerd en het is de eerste DSLR van Nikon met Full HD-video-opnamemogelijkheid met continue autofocus en H.264-gegevenscompressie, in tegenstelling tot de Motion JPEG-compressie die voorheen werd toegepast. Het is ook de eerste DSLR van Nikon die hd-video-opnamen met meer dan één framerate mogelijk maakt. Speciaal voor de beginners is er een zogenaamde Guide Mode.
Op 19 april 2012 werd de opvolger van de D3100 aangekondigd: de D3200.

## Kenmerken
- Nikon 14,2-megapixel Nikon DX-formaat CMOS-sensor.
- Nikon EXPEED 2-beeldprocessor.
- Active D-lighting (automatische contrastcorrectie).
- Automatische correctie van chromatische aberratie.
- Sensorreiniging door middel van trillen en luchtstroom.
- Vaste tft-lcd-scherm van 3,0 inch en 230.000 pixels.
- Continuous Drive, tot 3 frames per seconde.
- Live View-modus.
- Full HD-video-opnamen (1080p tot 10 minuten opname met 24 frames per seconde in H.264 codec), daarnaast 720p30/25/24 en 480p24.
- Continue autofocus tijdens filmen.
- 3D Color Matrix Metering II met Scene Recognition System.
- 3D Tracking Multi-CAM 1000-autofocussensormodule met 11 autofocuspunten.
- Filmgevoeligheid instelbaar van 100 tot 3200 ISO (tot 12800 met boost).
- Nikon F-vatting-lenzen.
- i-TTL-flitsbelichtingssysteem zonder ingebouwde, maar met ondersteuning voor, externe draadloze flitsbesturing.
- Uitgebreide retoucheermogelijkheden in de camera: D-Lighting, Red-eye reduction, Trimming, Monochrome & filter effects, Color balance, Small picture, Image overlay, NEF (RAW) processing, Quick retouch, Straighten, Distortion control, Fisheye, Color outline, Perspective control, Miniature effect, Edit movie.
- Bestandsformaten: JPEG, NEF (Nikons RAW-formaat, 12-bitcompressie).
- Compatibiliteit met SDXC-geheugenkaarten.

Evenmin als de eerdere consumenten-DSLR's van Nikon heeft de D3100 een autofocusmotor in de camerabody ingebouwd. Voor volledig automatisch scherpstellen heeft men daarom een lens met ingebouwde autofocusmotor nodig (bijvoorbeeld de Nikkor AF-S-lenzen). Met iedere andere CPU-lens met F-vatting kan de elektronische afstandsmeter van de camera gebruikt worden om handmatig scherp te stellen.